# تلیمان (پهلوان)
تَلیمان، از شخصیت‌های شاهنامه که از  روزگار فریدون تا زمان نوذر می‌زیست و در کین خواهی ایرج شرکت داشت. وی همچنین در نبرد نوذر و افراسیاب فرماندهی جناح راست سپاه ایران را به‌دست داشت.

## تلیمان در شاهنامه
فردوسی در بیتی از شاهنامه از تلیمان چنین یاد می‌کند:
| طلایه به پیش اندرون چون قباد |  | کمین ور چو گرد تلیمان نژاد |

## کشته شدن تلیمان[۲]
پس از منوچهر فرزندش نوذر به پادشاهی میرسد که نوذر پس از مدتی رفتارش دگرگون می گردد و ستم پیشه می‌کند، با بزرگان و موبدان به بدی برخورد می‌کند و تنها می ماند،  در کشور شورش‌هایی رخ می‌دهد، تا جایی که ایرانیان به سام نریمان پیشنهاد پادشاهی می‌دهند اما نمی‌پذیرد. خبر آشوب به گوش پشنگ شاه توران‌ می‌رسد پشنگ سپاهی انبوه به فرماندهی افراسیاب به جنگ ایران می‌فرستد. از ایران سپاهی با سپهسالاری قارن  به جنگ با سپاه انبوه افراسیاب گسیل می‌شود، اما سپاه ایران بسیار کم تعدادتر از آن است که توانایی مقاومت داشته باشد. قارن برای مقابله با توران شاپور پسر نستوه را در سمت چپ سپاه و تلیمان  را در سمت راست و خود در قلب سپاه در کنار نوذر می‌ماند. در جنگ شاپور نسوه تا آخرین نفس مبارزه میکند و کشته می‌شود.
| بیاراست قارن به قلب اندرون   |  | که با شاه باشد سپه را ستون  |
| چپ شاه گرد تلیمان بخواست     |  | چو شاپور نستوه بر دست راست  |
| ز شبگیر تا خور ز گردون بگشت  |  | نبد کوه پیدا نه دریا نه دشت |
| دل تیغ گفتی ببالدهمی         |  | زمین زیر اسپان بنالد همی    |
| چو شد نیزه‌ها بر زمین سایه‌دار |  | شکست اندر آمد سوی مایه‌دار   |
| چو آمد به بخت اندرون تیرگی   |  | گرفتند ترکان برو چیرگی      |
| بدان سو که شاپور نستوه بود   |  | پراگنده شد هر چه انبوه بود  |
| همی بود شاپور تا کشته شد     |  | سر بخت ایرانیان گشته شد     |
| و زان سو کجا بد تلیمان گرد   |  | نماندند زنده بزرگان و خرد   |